# Wartberg-Kultur
Die Wartberg-Kultur (auch Wartbergkultur, Wartberg-Gruppe) ist eine Kultur der späten Jungsteinzeit (Spätneolithikum), benannt nach ihrem namengebenden (eponymen) Fundort, dem in Nordhessen beim Niedensteiner Stadtteil Kirchberg gelegenen Wartberg (306 m ü. NN). Der Verbreitungsschwerpunkt der Wartberg-Kultur liegt in Nordhessen (in der Fritzlarer Börde und der Gudensberger Kuppenschwelle), Ostwestfalen und Westthüringen. Ein südliches Ausgreifen des Verbreitungsgebiets bis in die Rhein-Main Region ist bislang nicht sicher belegt.

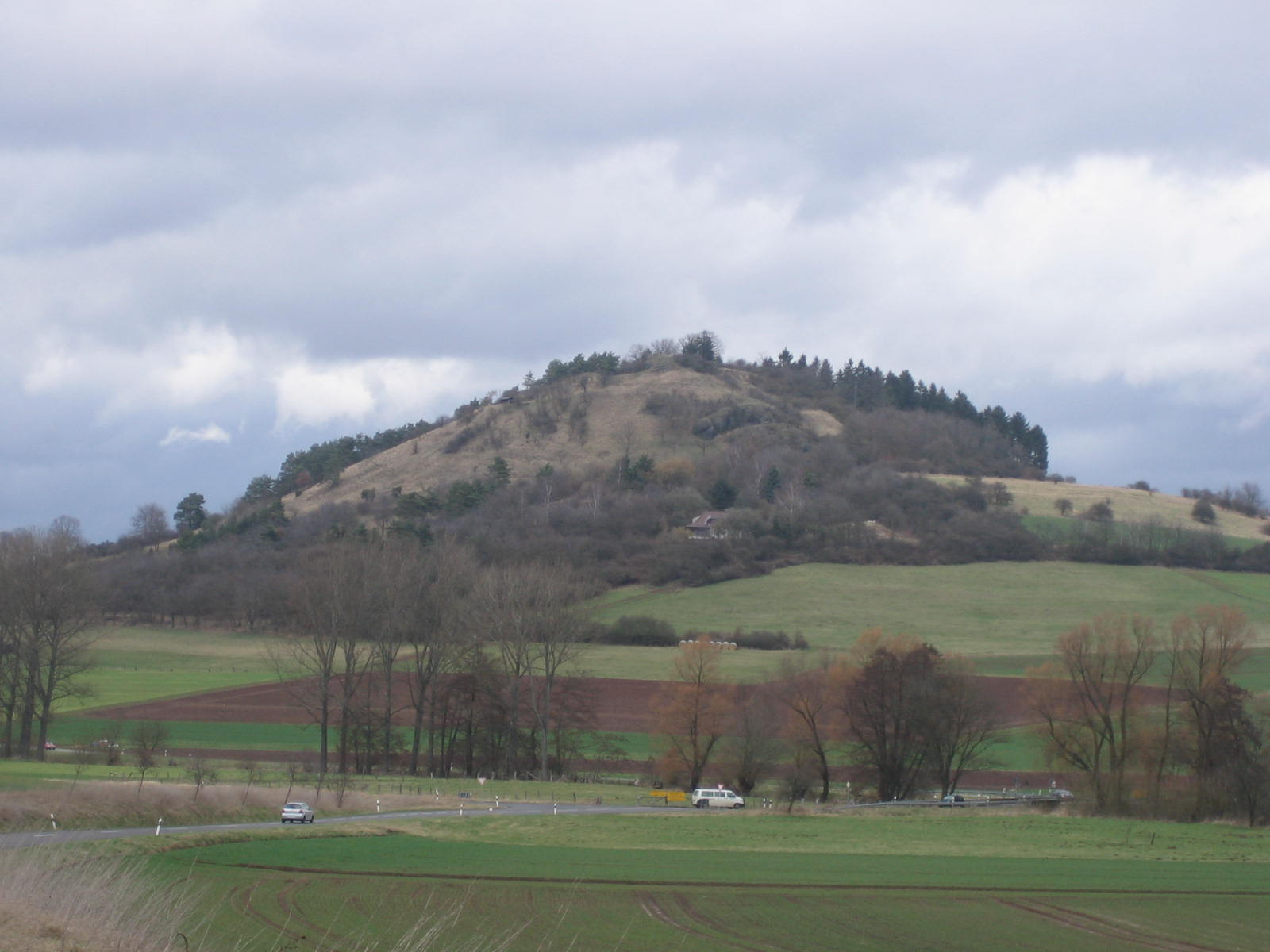
Der Wartberg bei Kirchberg

## Definition
Die Wartberg-Kultur ist eine Kulturgruppe des nordwestdeutschen Jungneolithikums. Sie datiert von 3500 v. Chr. bis 2800 v. Chr., zeitgleich zur Walternienburg-Bernburger Kultur des östlichen Nachbargebietes und zur Megalithbauphase der nördlich angrenzenden Trichterbecherkultur. Fundorte sind der Wartberg bei Kirchberg, der Hasenberg bei Lohne, sowie der Güntersberg und der Bürgel bei Gudensberg. Hinzu kommen die Ringwallanlage am Burgberg bei Niedenstein und das Erdwerk von Calden (jeweils in Nordhessen).

## Befunde

### Siedlungen
Bei allen bekannten Siedlungen handelt es sich um Höhensiedlungen. Hausreste sind, wie meist im Jungneolithikum, spärlich.
Auf dem Wartberg fand man zertrümmerte Knochen, die überwiegend von Rindern, Hirschen, Schweinen, Pferden, Bären, Rehen, Schafen, Ziegen und Bibern stammen. Außerdem fand man zerschlagene menschliche Gebeine. Ursprünglich hatte man eine Opferstätte am Wartberg vermutet, doch handelt es sich angesichts der zahlreichen Scherben und der Reste von Wandbewurf um Spuren einer Höhensiedlung.
Auf dem Hasenberg bei Lohne wurden Pfeilspitzen und auf dem Güntersberg bei Gudensberg Kragenflaschen der Wartberg-Kultur gefunden.

### Bestattungen

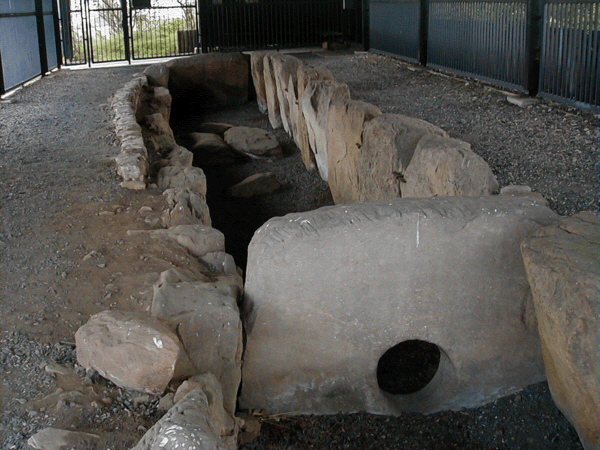
Das Galeriegrab von Züschen

Zwischen 3500 und 2800 v. Chr. wurden von den Trägern der Wartbergkultur besonders in Ostwestfalen und Nordhessen Großsteingräber errichtet, die sich vor allem baulich, aber auch hinsichtlich der Beigabensitten, von den aus Nordwestdeutschland bekannten Anlagen der Trichterbecher-Kultur absetzen. Die in den Boden eingesenkten und überhügelten Galeriegräber wurden als kollektive Grablegen genutzt und nahmen in ihren 2–3 m breiten, oft 20–30 m langen Kammern bis zu 250 Bestattungen auf. Der Zugang erfolgte über einen Vorraum an der Schmalseite (Typ Züschen) oder einen Gang an der Längsseite (Typ Rimbeck). Ein Türlochstein mit „Seelenloch“ trennte den Zugangsbereich von der eigentlichen Grabkammer ab (Abb. 1). Das bislang bekannte Verbreitungsbild lässt regionale Gruppen, die in Abständen von ca. 30 km zueinander liegen, mit jeweils mehreren Gräbern erschließen.
Beispiele solcher Galeriegräber sind das Galeriegrab Züschen I bei Fritzlar, das Galeriegrab Lohra, das Galeriegrab von Warburg-Rimbeck und das Galeriegrab Altendorf. Weitere Steinkammern findet man in Hadamar-Niederzeuzheim und in Hachenburg (Westerwald, Rheinland-Pfalz). Letzteres wurde im Nachbarort von Niederzeuzheim, in Oberzeuzheim, abgebaut und im Schlosspark von Hachenburg rekonstruiert.
Der enge Zusammenhang zwischen Grab und Siedlungsplatz ist eine Besonderheit. Vielen nordhessischen Siedlungsplätzen konnte in Sichtweite ein Grab zugeordnet werden. So liegt das Steinkammergrab von Züschen in unmittelbarer Nähe der Siedlung auf dem Hasenberg. Auf das Erdwerk in Calden beziehen sich zwei Megalithgräber.
Die Galeriegräber deuten einen durch andere Analogien nicht zu belegenden Einfluss der westeuropäischen Megalithik an.

### Erdwerke
Wie in der vorangehenden Michelsberger Kultur werden unterbrochene Erdwerke genutzt. Als Beispiel kann die Anlage von Calden gelten, bei der zwei Gräben und eine Palisade eine Fläche von 14 ha umschließen. C14-Daten belegen den Bau dieses Monuments um 3700 v. Chr. in der Spätphase der Michelsberger Kultur und eine daran anschließende Nutzung in der älteren Wartbergkultur.

## Materielle Kultur

### Keramik

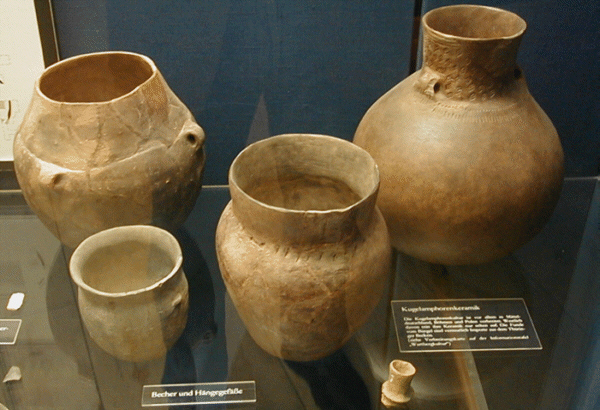
Gefäße der Wartberg-Kultur

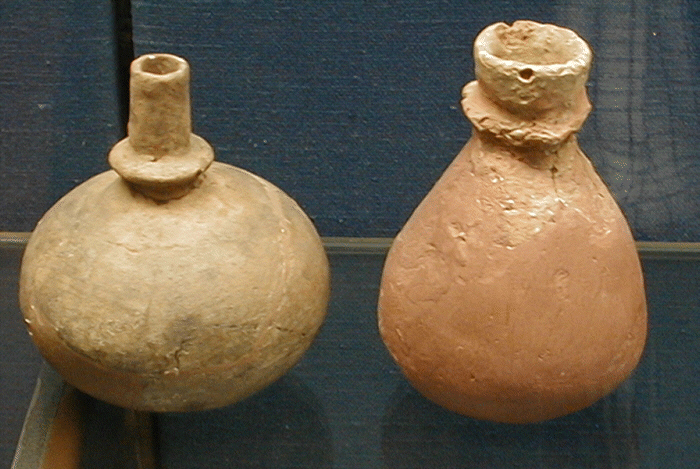
Flaschen der Wartberg-Kultur

Die Keramik ist meist sehr dickwandig und grob gemagert. Über die Sammlung im Hessischen Landesmuseum in Kassel schrieb Sabine Naumer:

„In der Spalte zur Wartbergkultur überrascht eine kleine Tasse mit einseitigen Ösenhenkel (circa 3000 v.Chr.). Diese zum Trinken und Schöpfen praktische Form ist aus unserem heutigen Alltag kaum wegzudenken.“

### Steingeräte

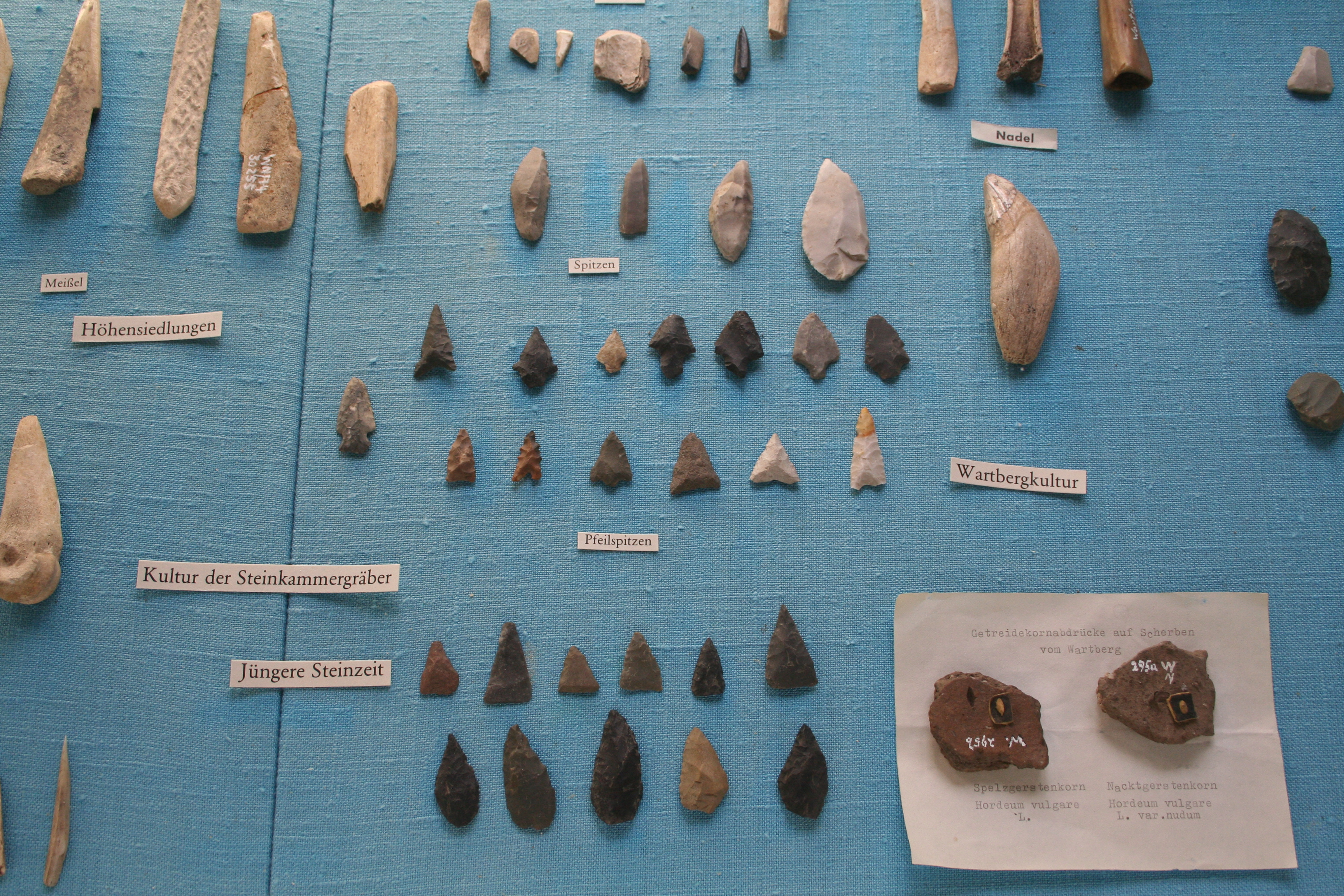
Stein- und Knochengeräte der Wartberg-Kultur

Die  Silex-Pfeilspitzen sind gestielt, die Seiten der Pfeilspitzen bilden neben dem Stiel kleine „Flügel“. Ein beliebtes Rohmaterial für Beile ist Wiedaer Schiefer, neu treten unter den Steingeräten Schiefermesser auf.

## Aufbewahrungsorte der Funde
- Hessisches Landesmuseum in Kassel
- Regionalmuseum Fritzlar
- Regionalmuseum Wolfhager Land